# Ken Page
Kenneth "Ken" Page (San Luis, Misuri, 20 de enero de 1954-San Luis, 30 de septiembre de 2024) fue un actor de cabaret y cantante estadounidense. Se hizo más conocido interpretando la voz en inglés de la bolsa de bichos maligna conocida como Oogie Boogie en The Nightmare Before Christmas de Tim Burton, personaje al que también interpretó en la serie Kingdom Hearts, y por interpretar al personaje del Viejo Deuteronomio en los repartos originales tanto de la obra de teatro en Broadway como de la versión en video de Cats. 

## Biografía
Page comenzó su carrera en el coro de The Muny, un teatro al aire libre en San Luis, Misuri. Después de hacer su debut en Broadway con la obra de teatro The Wiz (basada en el El maravilloso Mago de Oz, ganó el Premio Mundial de Teatro al interpretar el personaje de Nicely-Nicely Johnson en la obra llamada Guys and Dolls (basada en un cuento corto de nombre "The Idyll of Miss Sarah Brown"). Luego fue presentado en el elenco original de la revista musical de Fats Waller, Ain't Misbehavin (ganó el Premio Drama Desk como actor principal), un papel que representó en la emisión de televisión en 1982 (volvió a actuar en esa obra de teatro de nuevo en 1988 en Broadway) En 1982, interpretó al personaje del Viejo Deuteronomio en Cats, volviendo a representarlo de nuevo en una versión en video de 1998. 
También ha interpretado el papel de Dios dos veces: en el Fausto de Randy Newman (en el teatro La Jolla Playhouse de la Universidad de California en San Diego y Teatro Goodman de Chicago) y en la obra Children of Eden de Stephen Schwartz (en el área del West End en Londres). Page a menudo se presenta en The Muny, con recientes actuaciones en Jesucristo Superestrella, Aida, El mago de Oz, Les Misérables y My One and Only. 
Además de su participación en "The Nightmare Before Christmas", sus créditos principales incluyen actuaciones en All Dogs Go to Heaven, "The Torch Song Trilogy", así como Dreamgirls. Sus créditos de televisión incluyen papeles como invitado en programas como Charmed y Touched by an Angel, Duckman y South Park, así como diversas películas y especiales. 
En los últimos años, Page ha desarrollado y realizado una exposición individual de nombre Page by Page, y dirigido varias producciones regionales.